# (221) Eos
(221) Eos – planetoida z grupy pasa głównego asteroid.

## Odkrycie
Została odkryta 18 stycznia 1882 roku w Obserwatorium Uniwersyteckim, w Wiedniu przez Johanna Palisę. Nazwa planetoidy pochodzi od Eos, która była boginią zorzy porannej w mitologii greckiej.

## Orbita
Okrąża Słońce w ciągu 5 lat i 84 dni w średniej odległości 3,01 j.a. Od niej wzięła nazwę rodzina planetoidy Eos.